# Francisco L. Urquizo
Francisco Luis Urquizo Benavides (San Pedro de las Colonias, 21 giugno 1891 – Città del Messico, 6 aprile 1969) è stato un generale, scrittore e storico messicano. Insieme a Mariano Azuela, Mauricio Magdaleno, Martín Luis Guzmán e José Vasconcelos, fu uno dei principali autori del romanzo rivoluzionario (novela revolucionaria) che consiste nella narrazione degli episodi militari della rivoluzione messicana. Fu per due volte Segretario della Difesa Nazionale. Tropa vieja, considerata la sua maggiore opera letteraria, gli fece guadagnare il soprannome di novelista del soldado (romanziere del soldato).

## Biografia
Francisco Luis Urquizo nacque a San Pedro de las Colonias, Coahuila, il 21 giugno 1891.
Si unì alla rivoluzione maderista nel 1911, nel nativo Coahuila agli ordini di Emilio Madero; al trionfo del Maderismo, entrò nella guardia presidenziale di Francisco Madero, combattendo al suo fianco durante la Decade tragica. Alla morte di Madero, fuggì da Città del Messico e prese le armi contro l'usurpazione di Victoriano Huerta, entrando nell'esercito costituzionalista comandato da Venustiano Carranza e organizzando un battaglione di zappatori con volontari della regione carbonifera del Coahuila, con il quale attaccò e sconfisse a Candela la guarnigione federale comandata da José Alessio Robles (8 luglio 1913); partecipò alla battaglia di Torreón e all'attacco a Monterrey con la División del Norte.
Ottenne il grado di generale di brigata nel 1916; fu successivamente comandante militare di Veracruz, di Città del Messico e Capo delle Operazioni Militari nello stato di Veracruz; organizzò e pose sotto il suo comando la Divisione Poteri Supremi e fondò l'Accademia dello Stato Maggiore, precorritrice dell'attuale Eroico Collegio Militare. Sempre leale a Carranza, combatté prima contro Pancho Villa e i Convenzionalisti e Álvaro Obregón e i suoi sostenitori del Piano di Agua Prieta dopo, quando questi si sollevarono contro il governo carranzista. Già Segretario di Guerra e Marina (1920), combatté gli insorti nei combattimenti di Apizaco, Rinconada e Aljibes, fino alla sconfitta in quest'ultimo villaggio e il successivo assassinio del presidente Carranza a Tlaxcalantongo, Puebla, il 21 maggio 1920. Fu incarcerato insieme ai generali Francisco Murguía, Francisco de Paula Mariel e Juan Barragán Rodríguez nella prigione militare di Santiago Tlatelolco; quando fu liberato optò per l'esiliarsi in Europa. Fu durante l'esilio che cominciò il suo mirabile operato letterario.

### Carriera successiva
Urquizo tornò in Messico durante la presidenza di Lázaro Cárdenas del Río, che lo invitò a ritornare nell'esercito per i suoi precedenti e per la strategia di consolidare il potere del presidente di fronte al Maximato di Plutarco Elías Calles. Fu promosso generale di divisione dal presidente Manuel Ávila Camacho; a partire dal 1942, come sottosegretario alla Difesa, contribuì alla modernizzazione dell'Esercito messicano, istituì il Servizio Militare Nazionale, formò la Brigata Motomeccanizzata, la Scuola di Classi e il Corpo di Paracadutisti. Favorì la creazione dello Squadrone 201 della Fuerza Aérea Expedicionaria Mexicana, che combatté al fianco degli Alleati nel fronte del Pacifico durante la seconda guerra mondiale e che sostenne a Greenville, in Texas, il 23 febbraio 1945. Come Segretario della Difesa Nazionale, nell'ultima parte del governo di Camacho fu uno dei garanti dell'allontanamento dell'esercito dal potere costituzionale e l'arrivo alla presidenza della Repubblica di un civile, Miguel Alemán Valdés, nel 1946.
Ricevette numerose decorazioni dai governi di Argentina, Cuba, Ecuador, Stati Uniti d'America, Guatemala, Haiti, Polonia e Venezuela.
Collaborò come giornalista per El Nacional, El Universal e per le riviste Mañana, El Legionario, El Universal Ilustrado e Tópicos.
Fu comandante della Legion d'Onore Messicana, membro della Sociedad Mexicana de Geografía y Estadística, fondatore dell'Instituto Nacional de Estudios Históricos de las Revoluciones de México e nel 1967 ricevette la Medaglia d'Onore Belisario Domínguez del Senato della Repubblica.
Morì a Città del Messico il 6 aprile del 1969.
I suoi resti mortali furono traslati alla Rotonda delle Persone Illustri il 6 agosto del 1994.

## Principali opere pubblicate
- Memorias de campaña
- Tropa vieja
- ¡Viva Madero!
- Páginas de la Revolución
- La ciudadela quedó atrás

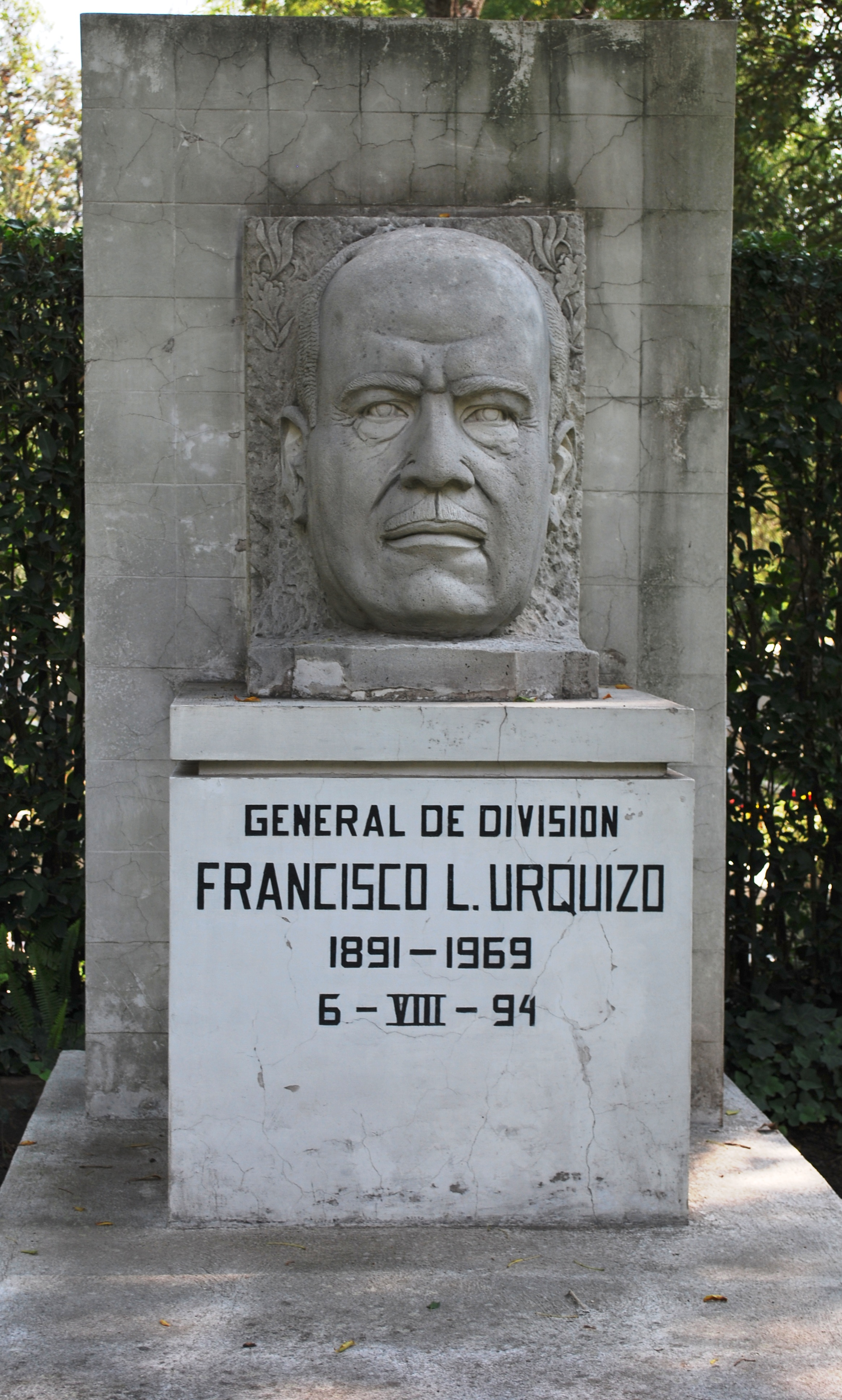
Il sepolcro del generale Urquizo alla Rotonda delle Persone Illustri

- Fui soldado de levita de esos de caballería
- México - Tlaxcalantongo
- Morelos, genio militar de la Independencia
- Europa Central en 1922
- A un joven militar mexicano
- Madrid de los años veinte
- Recuerdo que...:Visiones aisladas de la Revolución
- Tres de diana
- Charlas de sobremesa
- El Capitán Arnaud
- Lo incognoscible